# Templo de Kiev
El templo de Kiev, Ucrania, es uno de los templos construidos y operados por la Iglesia de Jesucristo de los Santos de los Últimos Días, el número 134 templo operativo de la iglesia. Es el undécimo de tales templos en Europa y, significativamente, se trata del primero de ellos en el territorio de la antigua Unión Soviética, ubicado en el Óblast de Kiev en el centro de Ucrania. Ucrania es el primer país que recibe un templo SUD antes de que haya transcurrido la segunda década desde que se inició el proselitismo en su territorio.
Desde el inicio de la Invasión rusa de Ucrania de 2022, el templo estuvo cerrado y canceladas sus actividades eclesiásticas. La iglesia aprobó la reapertura del templo en octubre del mismo año. Un listado limitado de las ceremonias eclesiásticas fueron reaundadas.

## Historia
Como es tradición en la iglesia SUD, un miembro del Quórum de los Doce Apóstoles ofreció una oración dedicatoria al país para el inicio del proselitismo misional. Fue Boyd K. Packer, acompañado por Dallin H. Oaks, quien llegó a Ucrania el 12 de septiembre de 1991 con tal propósito, evento que tuvo lugar en una colina del centro de Kiev a poca distancia de la estatua de Vladimiro I de Kiev, quien inició la cristianización de la Rus de Kiev. La Iglesia fue creciendo en la nación de Ucrania, alcanzando un hito el 30 de mayo de 2004, cuando Russell M. Nelson, también miembro del Quórum de los Doce Apóstoles, organizó la primera de siete estacas actuales en Kiev.

## Anuncio
El anuncio del Templo de Kiev en Ucrania llegó pocas semanas después de la dedicación de la primera capilla de reuniones de Ucrania en Donetsk el 28 de junio de 1998. Gordon B. Hinckley anunció los planes de construir un templo en Ucrania el 20 de julio de 1998 durante la dedicación del Templo de Monticello (Utah). Durante un viaje a Europa en 2002, que incluyó la rededicación del Templo de Freiberg en Alemania y la dedicación del Templo de La Haya en Holanda, Hinckley visitó a los fieles de Ucrania, renovando su determinación de construir un templo en el país. Durante su viaje, Hinckley se reunió con Viktor Bondarenko, presidente del comité estatal de asuntos religiosos en Ucrania, quien ayudó a la Iglesia a adquirir propiedades. En una entrevista durante un viaje a Utah en septiembre de 2002, Bondarenko indicó que se estaba finalizando el proceso de asegurar la tierra para el templo, observando que el mayor obstáculo había sido la gran cantidad de tierra, 4 hectáreas, solicitada por la Iglesia.

## Construcción

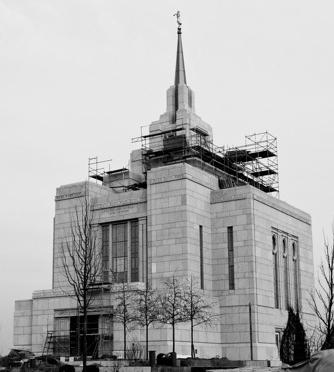
Templo de Kiev en etapas finales de construcción.

El retraso en la conclusión del proyecto se debió a la dificultad en obtener la parcela necesaria para la edificación, en vista de las leyes para contratación de terrenos en Ucrania. Las obras pudieron dar comienzo finalmente en 2007. La estatua bañada en oro del profeta mormón Moroni fue colocada encima del pináculo del templo a 42 metros de altura, el 5 de noviembre de 2009.
El diseño del templo de Kiev es un diseño moderno con el clásico pináculo solitario. El acabado exterior es de granito Amarelo Macieira reforzado con concreto y decorado con cristales de cuarzo. El templo de Kiev tiene un total de 2600 metros cuadrados de construcción sobre un terreno de 5 hectáreas y cuenta con dos salones para las ordenanzas SUD y dos salones de sellamientos matrimoniales.

## Dedicación
La ceremonia de la primera palada para el templo en la Ciudad de Kiev tuvo lugar el sábado 23 de junio de 2007 ante líderes locales, autoridades civiles y un centenar de fieles, siendo presidida y ofrecida por el abogado estadounidense Paul B. Pieper, uno de los setenta de la iglesia. El acontecimiento ocurrió casi nueve años después de su anuncio, coincidiendo con el cumpleaños 97 de Gordon B. Hinckley, el entonces presidente de la iglesia y quien fue el promotor de la vasta construcción de templos SUD a nivel mundial.
El templo SUD en la ciudad de Kiev fue dedicado para sus actividades eclesiásticas en cuatro sesiones, el 29 de agosto de 2010, por Thomas S. Monson, entonces presidente de la iglesia SUD.

## Pandemia 2019
El 25 de marzo de 2020 la iglesia solicitó el cierre de todos sus templos como respuesta preventiva a la Pandemia de COVID-19. En mayo de ese año la iglesia aprobó la apertura de 17 templos a nivel mundial para realizar matrimonios por personas vivas, prohibiendo para entonces todas las ceremonias a favor de ancestros fallecidos. En junio fueron anunciados 12 templos que iniciarían la segunda fase de apertura permitiendo la investidura a favor de personas vivas con un nuevo modelo de este proceso ceremonial. Las ceremonias a favor de personas fallecidas, tradicional en los templos SUD incluyendo el bautismo por los muertos comenzó a reanudarse a comienzos de diciembre de 2020. El único templo aún cerrado por completo a fines de 2020 fue el templo de Kiev.